# صبر (لحج)
صَبِر هي إحدى قرى الجمهورية اليمنية. تتبع جغرافيا لمحافظة لحج وإداريًا لمديرية تبن. يبلغ تعداد سكانها 5135 نسمة حسب الإحصاء الذي أجري عام 2004.